# Kratowo
Kratowo (maced., bułg., serb. Кратово) – miasto na wschodzie Macedonii Północnej, na zachodnim skraju gór Osogowska Płanina. Ośrodek administracyjny gminy Kratowo. Liczba ludności – 10 942 osób (97% Macedończyków) [2007]. Miasto leży w kraterze wygasłego wulkanu.

## Historia

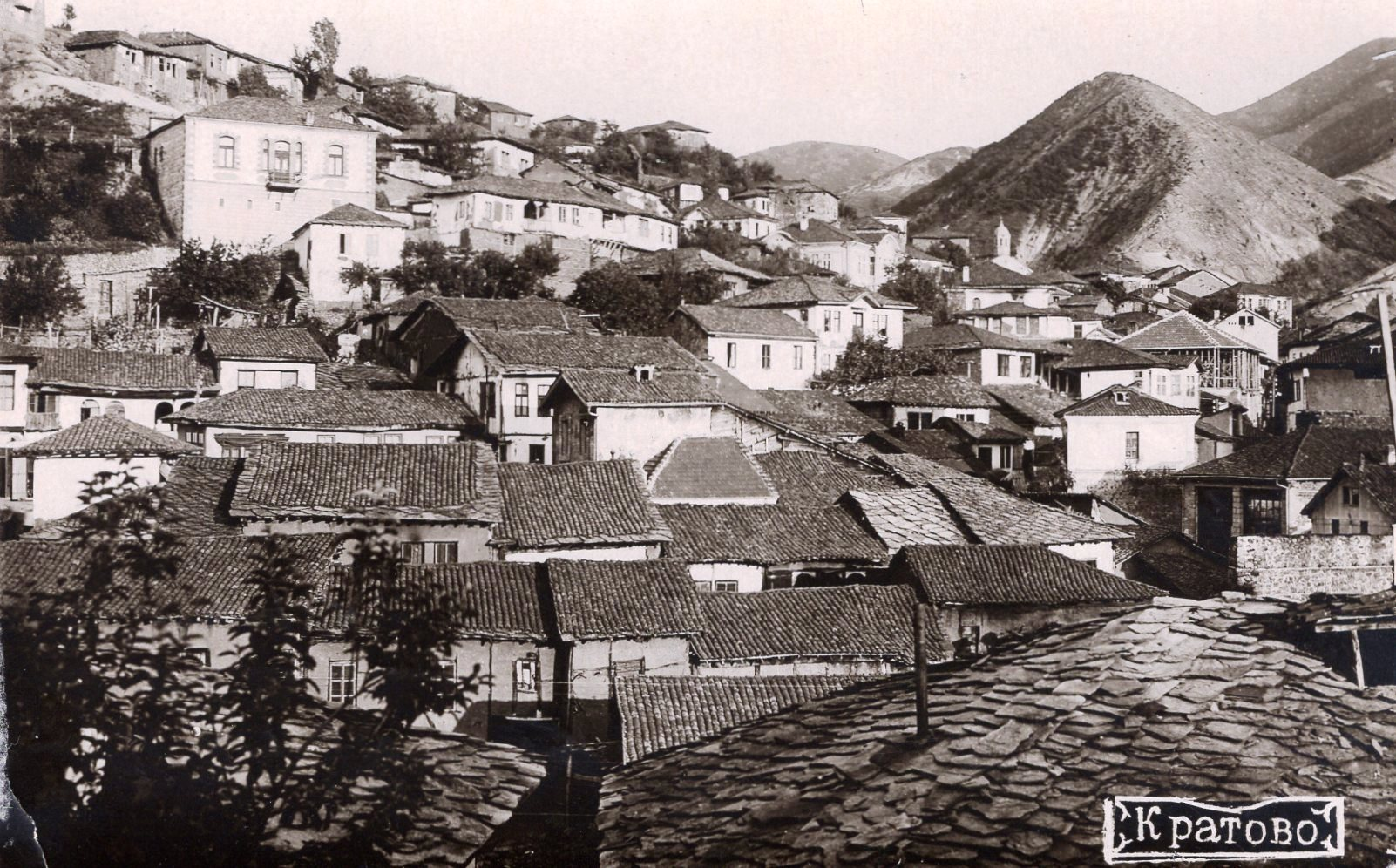
Kratowo w międzywojniu

W okolicach Kratowa już w starożytności wydobywano rudy metali – srebra, złota, miedzi i żelaza. Założona w tym miejscu przez Rzymian pierwsza górnicza osada nazywała się Kratiskara. Pierwsi Słowianie pojawili się tam w VI wieku. W średniowieczu miasto nosiło nazwę Koritos i Koriton. Miało już wówczas liczne fortyfikacje, działały tam zakłady rzemieślnicze, huty i kuźnie, rozwijał się handel. W 1282 przeszło z rąk Bułgarii do Serbii, po czym w Kratowie osiedli górnicy z Saksonii bądź Flandrii. Miasto zostało anektowane przez Imperium Osmańskie w trakcie tureckiego podboju Serbii. Kopalnie uległy zniszczeniu podczas bułgarskiego powstania Karposza w 1689 i zostały otwarte na nowo dopiero w 1805. W 1836 Kratowo miało 56 tys. mieszkańców, jednak pod koniec XIX wieku zaczął się raptowny upadek miasta. Z czasów rozkwitu miastu pozostało sporo zabytkowych budowli, w tym liczne mosty i wieże. Na początku XX wieku Kratowo zamieszkiwali przeważnie Bułgarzy, a w 1905 działały po dwie szkoły podstawowe bułgarskie i serbskie oraz bułgarska szkoła średnia. Przywódca bułgarskiego ruchu wyzwoleńczego w Macedonii Goce Dełczew stworzył podwaliny miejscowego komitetu powstańczego około 1904–1906, a jej liderem został miejscowy nauczyciel Josif Daskalow. Podczas I wojny bałkańskiej 26 października 1912 w bitwie pod Kratowem Serbowie odnieśli zwycięstwo nad Turkami. Po odzyskaniu niepodległości w XIX w. Serbia odzyskała Kratowo w 1912, po czym w 1918 weszło ono w skład nowo powstałego Królestwa Serbów, Chorwatów i Słoweńców, przekształconego w 1929 w Jugosławię.

## Sport
W mieście ma siedzibę klub piłkarski Siłeks Kratowo, którego domowym obiektem jest Stadion Miejski w Kratowie.

## Galeria

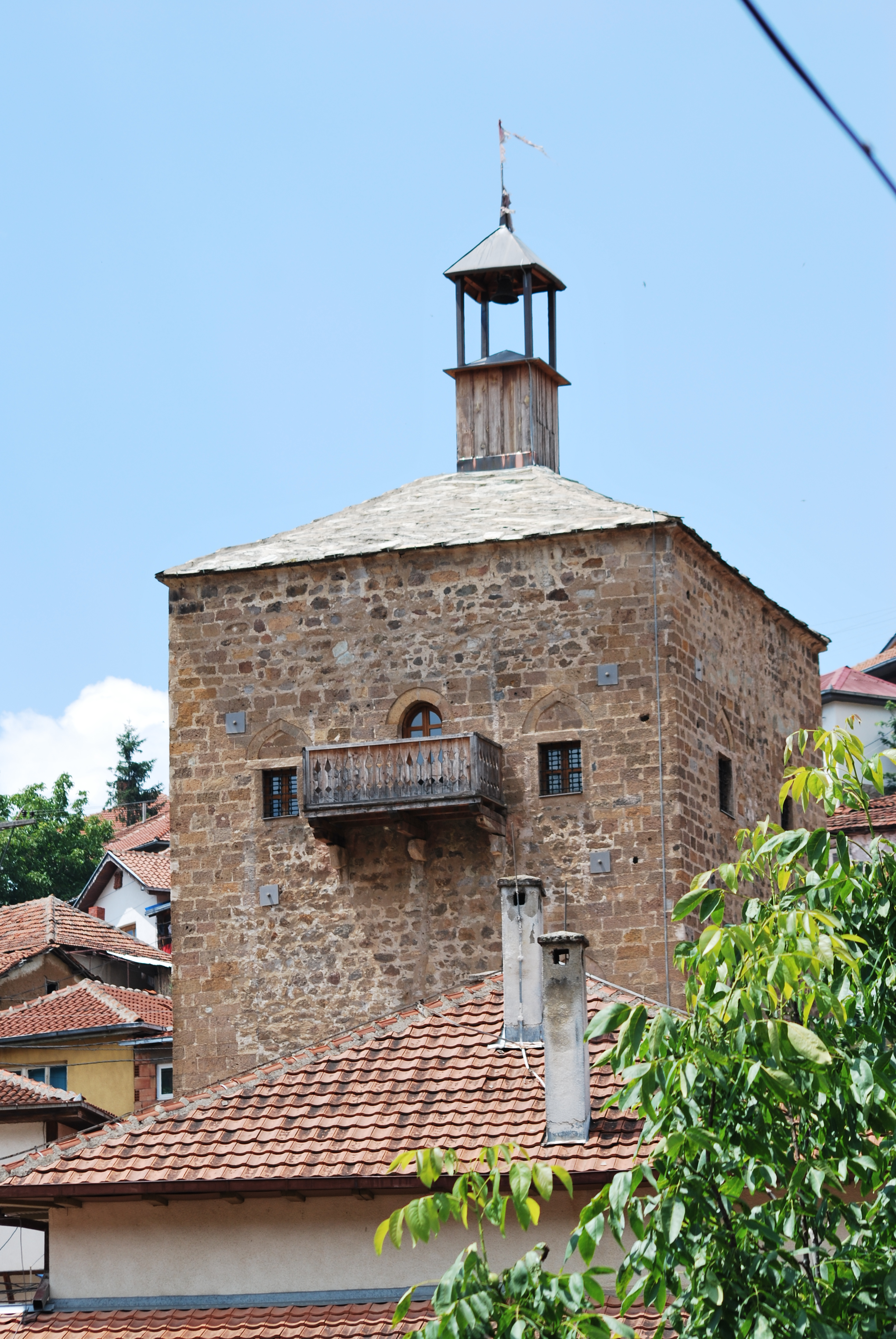
Zabytkowa wieża zegarowa
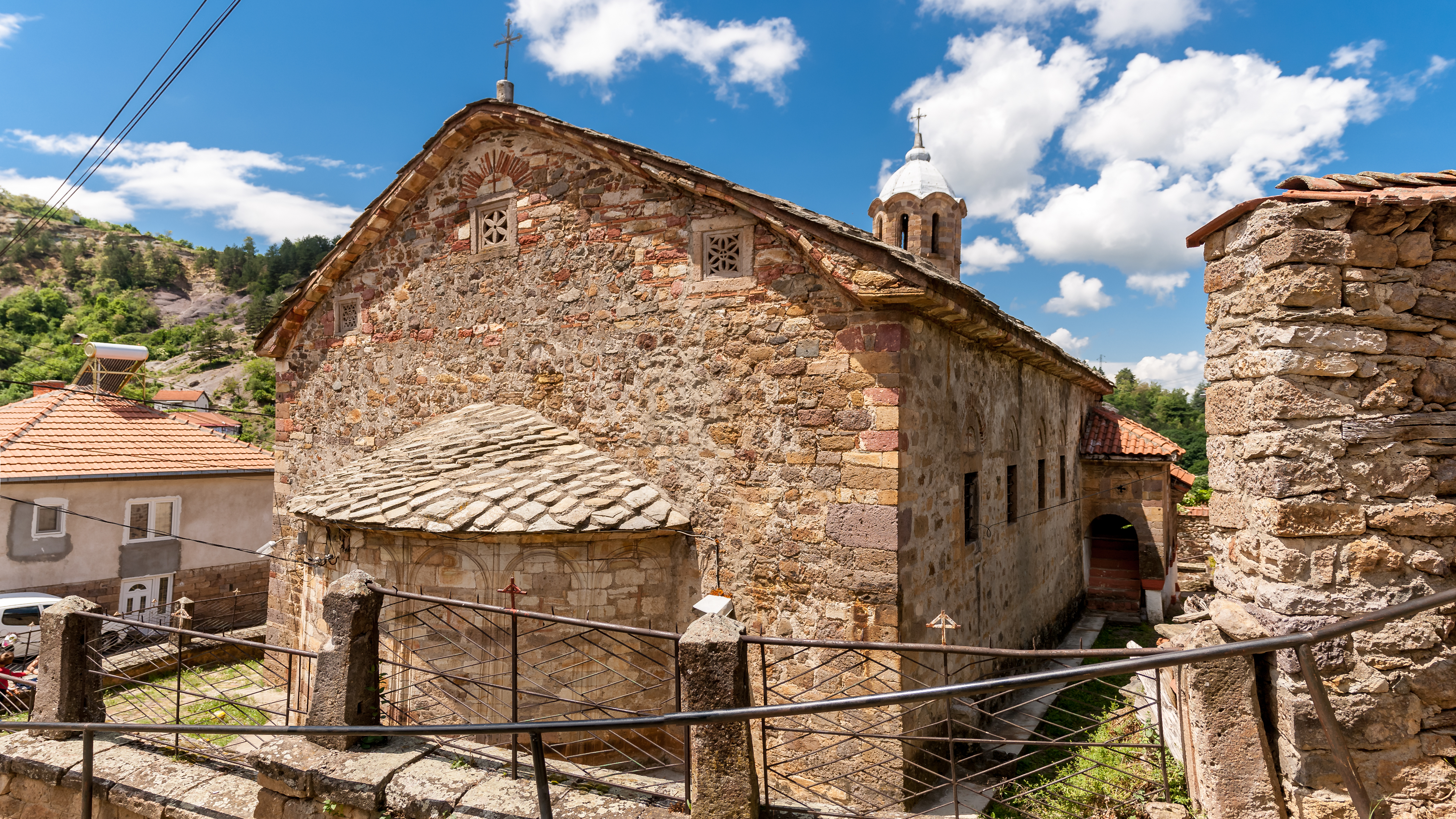
Cerkiew św. Jana Chrzciciela
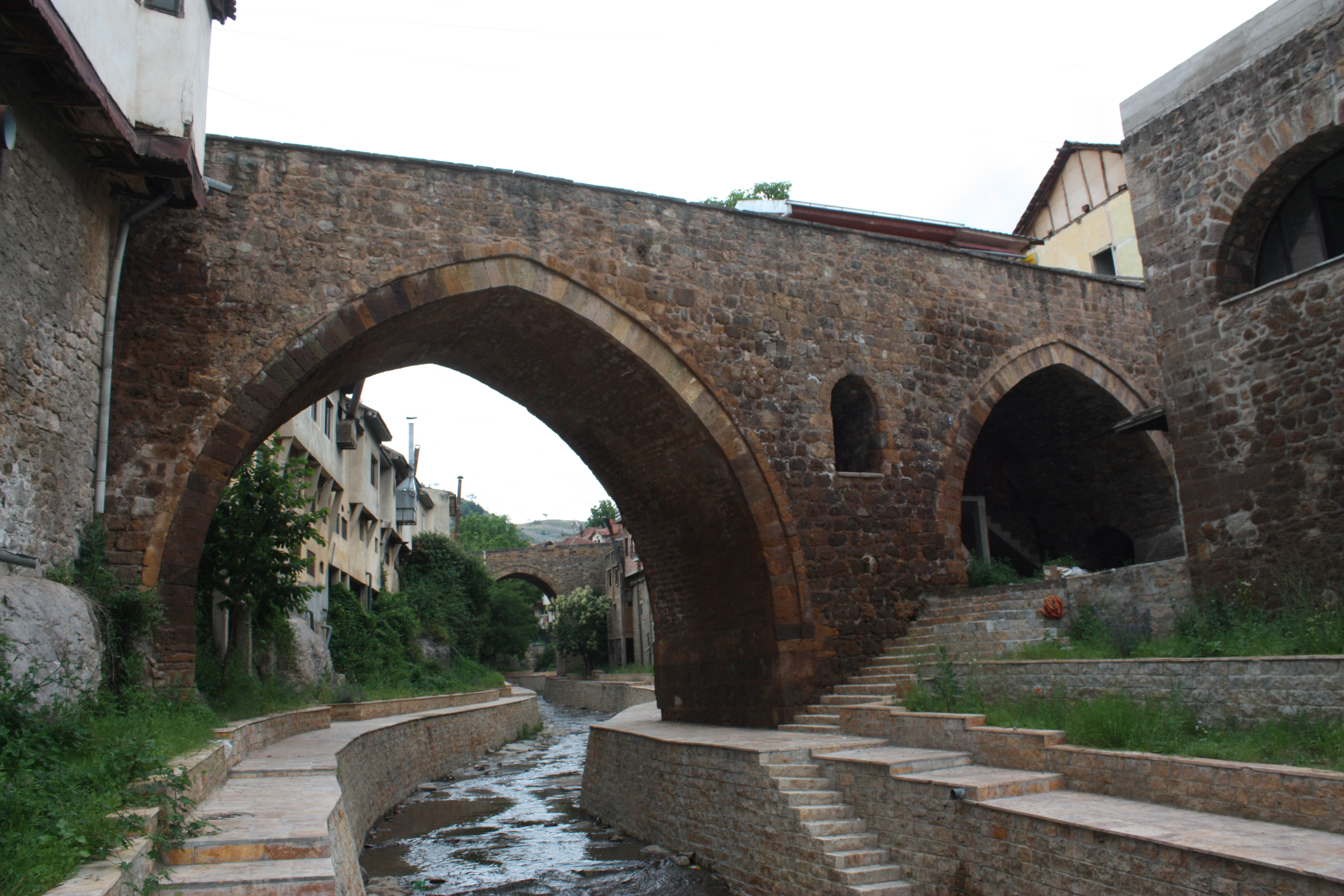
Zabytkowy most z XVIII wieku
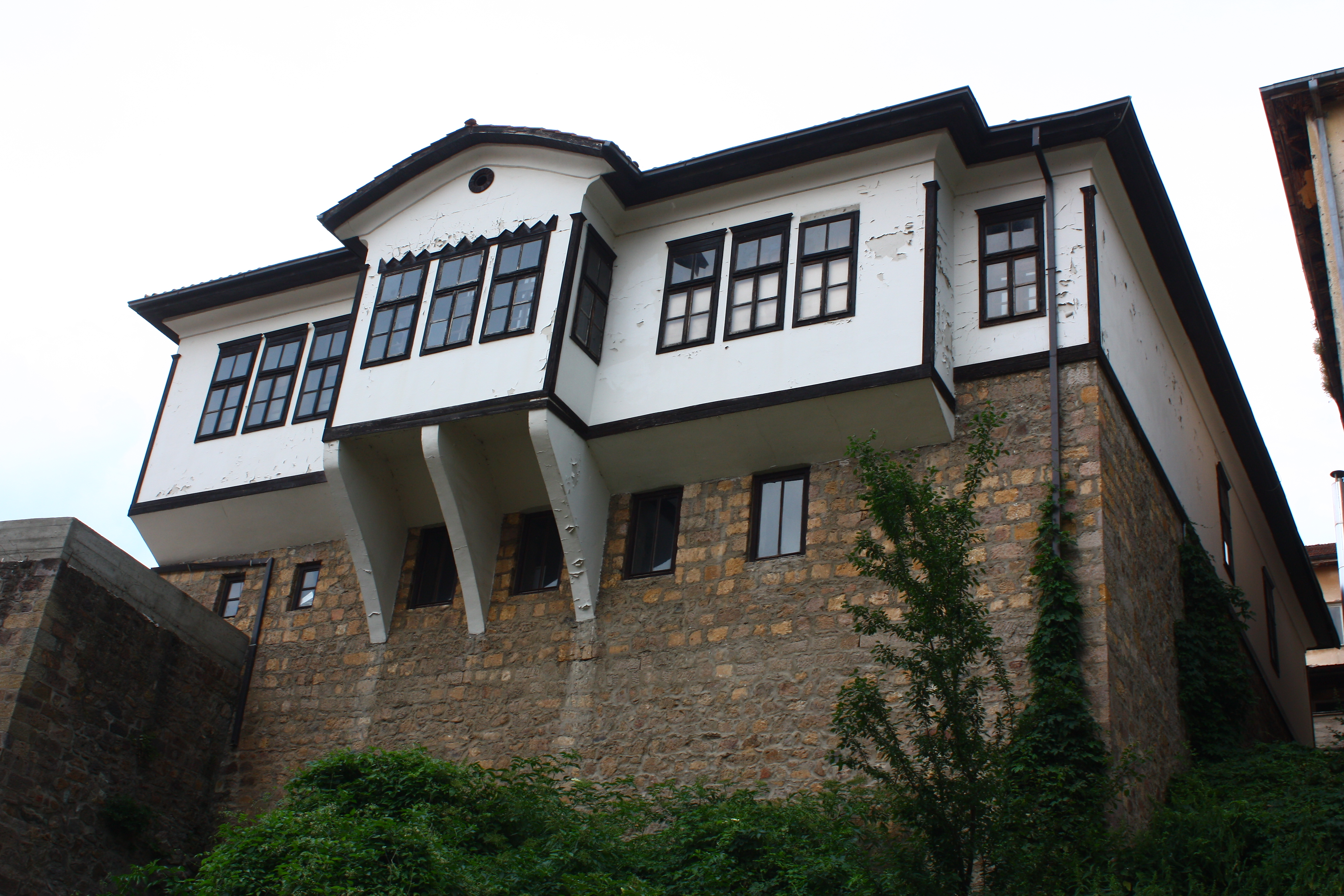
Muzeum miejskie